# 米松 (上普罗旺斯阿尔卑斯省)
米松（法語：Mison，法語發音：[mizɔ̃]）是法国上普罗旺斯阿尔卑斯省的一个市镇，属于福卡尔基耶区。

## 地理
米松（44°16'3"N, 5°51'33"E）面积31.72 平方千米，位于法国普罗旺斯-阿尔卑斯-蓝色海岸大区上普罗旺斯阿尔卑斯省，该省份为法国东南部内陆省份，北起上阿尔卑斯省，西接沃克吕兹省，西北接德龙省，南至瓦尔省，东临滨海阿尔卑斯省，东北部与意大利接壤。
与米松接壤的市镇（或旧市镇、城区）包括：锡斯特龙、拉拉涅蒙泰格兰、勒波厄、于派克斯、比埃什-梅乌日河谷村。

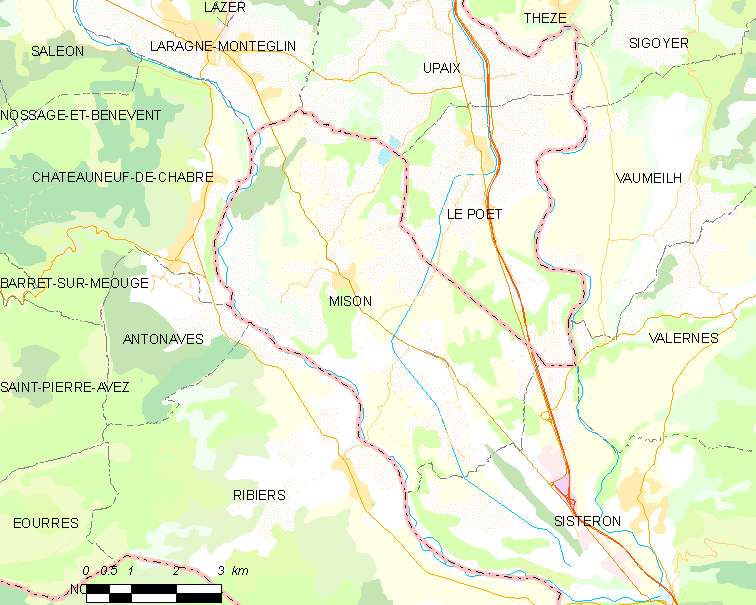
的OSM定位图

米松的时区为UTC+01:00、UTC+02:00（夏令时）。

## 行政
米松的邮政编码为04200，INSEE市镇编码为04123。

## 政治
米松所属的省级选区为锡斯特龙县。

## 人口

1962-2008年间人口变化图示

米松于2022年1月1日时的人口数量为1115人。